# 胭脂

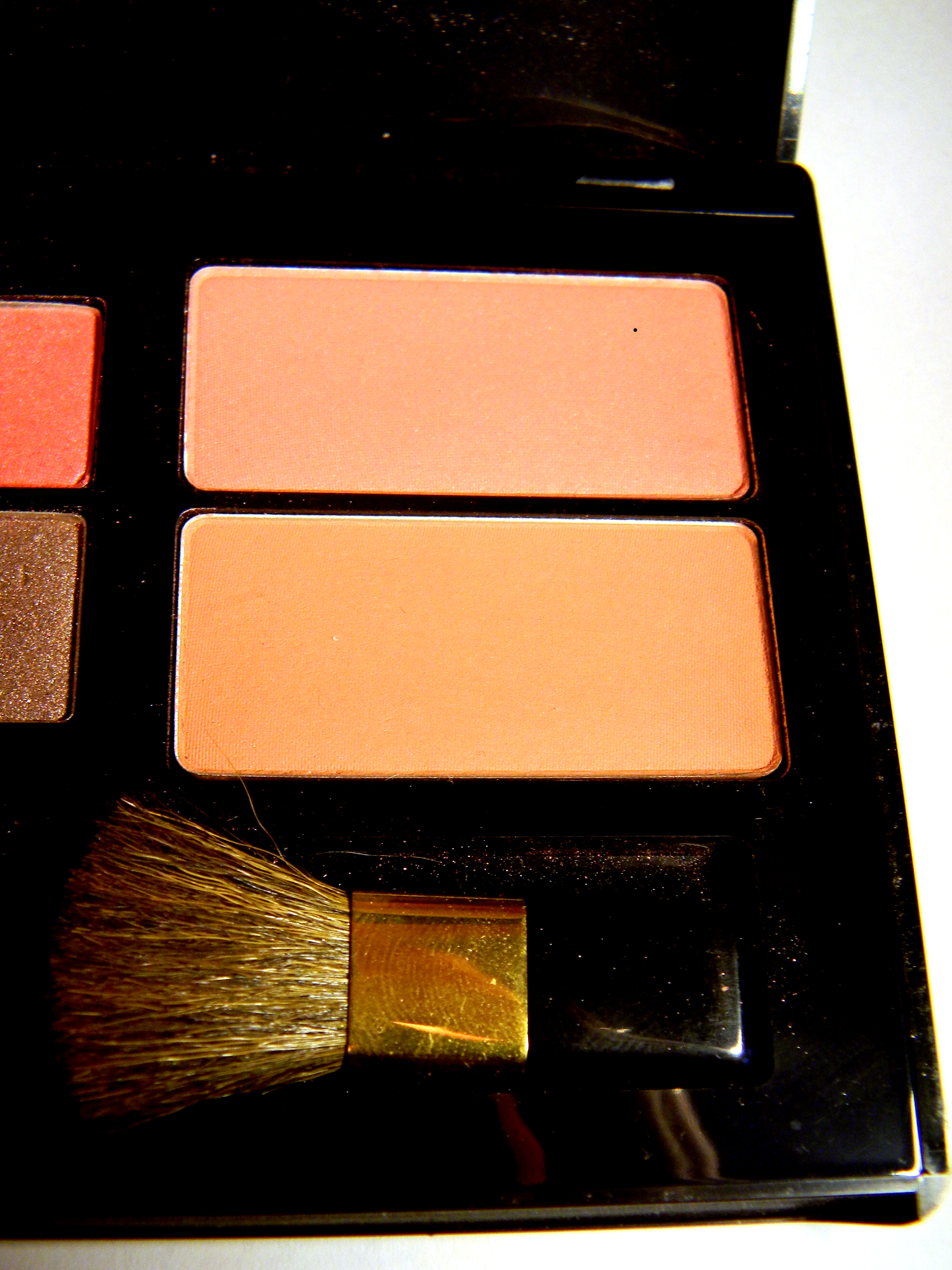
現代的胭脂盒和粉刷

胭脂，又称脂粉，是一种化妝品，可以塗於嘴唇，如同唇膏，亦可當作腮紅、粉餅使用，塗擦于面颊，特别是腮部，颜色多为含有红色成份的暖色调，使臉部紅潤，增加美觀與健康感。使用腮紅，可達到改變以及調整臉型的效果。腮紅的質地包括液狀、膏狀以及粉狀。

## 沿革
中国古代的胭脂又称焉支、燕支，燕支一說,說明此物是來自戰國燕國,是从中国西北匈奴焉支山（今天甘肃省永昌县、山丹县之间）地区所产植物紅藍（即红花，菊科红花属，学名）提炼出来的色素。关于胭脂的起源，有两种不同的说法：一说胭脂是商纣时妲己所發明，是燕地妇女采用红蓝花叶汁凝结为脂而成，因为是燕国所产得名。紂王看見妲己杏眼桃腮，冰肌玉膚，喜歡得不得了，紂王對妲己倍加寵愛，他對妲己更是言聽計從，當時妲己發明了一種桃花妝，就是用各種花瓣的汁液凝成脂粉，塗在面頰上，因此，她的容貌永远都是那么光鲜艳丽，不见衰老，這種脂粉被稱之為『燕脂』。另一说法相传為匈奴女性使用。因东晋史學家習鑿齒将胭脂与阏氏相连产生。古代学者多认可这一说法，现代学者则认为胭脂与阏氏完全没有关系，参见阏氏。
公元前139年，汉武帝为了加强汉朝与西域各国的联系派张骞出使西域。张骞回國後，带回了大量的异国文化，包括西域各族的生活方式和民族风物，胭脂就在此時被引进了中國。
紅藍的花瓣中含有红、黄两种色素，在紅藍开花时整朵摘下後，放在石钵中反复杵槌，淘去黄汁后，即成鲜豔的红色染料，還有两种胭脂：一种是以丝绵蘸红蓝花汁制成，名为“绵燕支”；另一种是加工成小而薄的花片，名叫“金花燕支”。由此，燕支被写成“姻脂”，“臙脂”，除红蓝外，制作胭脂的材料，还有蜀葵花、黑豆皮、重绛、石榴、山花及苏方木等等。
汉朝以后，历代诗文中有不少描写，如“谁堪览明镜，持许照红妆。”“阿姊闻妹来，当户理红妆。”“红妆束素腰”等等。唐朝妇女饰红妆的记载就更多了，“青娥红粉妆”；“对君洗红妆”；“射生宫女宿红妆”等等。除了詩文，当时的笔记小说也有例子，如王仁裕《开元天宝遗事》记：“贵妃每至夏月，常衣轻绡，使侍儿交扇鼓风，犹不解其热。每有汗出，红腻而多香，或拭之于巾帕之上，其色如桃红也。”描述杨贵妃因为涂抹了脂粉的缘故，连汗水都染成了红色。王建《宫词》中也有类似的描写，有一个年轻的宫女，在她盥洗完毕之后，洗脸盆中犹如氽了一层红色的泥浆。
另外，唐朝元和年间流行过褐色脂粉配黑色口红。白居易《时世妆》记载：“乌膏注唇唇似泥，双眉画作八字低......圆鬟无鬓椎髻样，斜红不晕赭面妆。”
在歐洲，古羅馬時即有使用腮紅胭脂的記載。古罗马的女性，脸敷白粉后再用红赭石制成的胭脂上色。
现代胭脂一般为人工色素制成，颜色多样。主要成份為：滑石粉、碳酸鈣和碳酸鎂、高嶺土、氧化鋅、二氧化鈦、硬脂酸鋅、硬脂酸鎂、色素、黏合劑如羧甲基纖維素、羊毛脂或者礦物油等。

## 質地

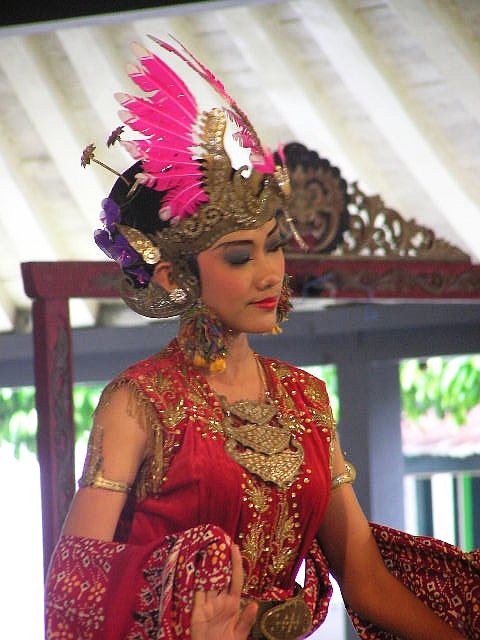
塗胭脂的女人

目前市面上大多數的腮紅以粉狀居多，以毛刷沾取上色。粉狀腮紅的優點在於使用簡易。液狀腮紅與膏狀腮紅以特製的腮紅刷或是手指上色，由於質地濃稠所以較為顯色，但不易控制用量。